# Clémence Vieira
Clémence Vieira (Grenoble, 1 de noviembre de 2000) es una jugadora de voleibol de playa francesa.

## Carrera
Comenzó a practicar deportes a los ocho años en el voleibol sala cuando se incorporó al Club de Vóley de la Universidad de Grenoble, inspirado por su madre que jugaba a un alto nivel. A los 17 años empezó a practicar únicamente voleibol de playa, tras graduarse en la escuela de ingeniería INSA de Toulouse, se destaca como una de las mejores jugadoras de voleibol de playa del país. En la temporada 2017-18 formó dúo con Marie Nevot, y juntos terminaron en noveno lugar en el Campeonato de Europa Sub-18 de 2017 en Kazán.  En la temporada 2018-19 formó dúo con Mia Guyot-Polverini y terminó en el decimoséptimo lugar en el Campeonato de Europa Sub-20 de 2018 en Anapa y en el quinto lugar en el Campeonato de Europa Sub-22 en Jūrmala.  En 2019, debutó en el circuito mundial, en el torneo de una estrella de Montpellier, terminando en el noveno lugar, luego, finalizó en el decimoséptimo lugar en el torneo de una estrella de Gotemburgo, posteriormente jugó con Pia Szewczyk y finalizó en la vigésima primera posición en el torneo de una estrella en Knokke-Heist y alcanzó la novena posición en el Campeonato Europeo Sub-22 celebrado en Antalya  y compitió en el clasificatorio para las finales del Circuito Mundial de Voleibol de Playa de la FIVB de 2019 celebradas en Roma, junto a Lézana Placette. En la edición de 2020 del Campeonato de Europa Sub-22, compitió junto a Pia Szewczyk y terminó en noveno lugar.

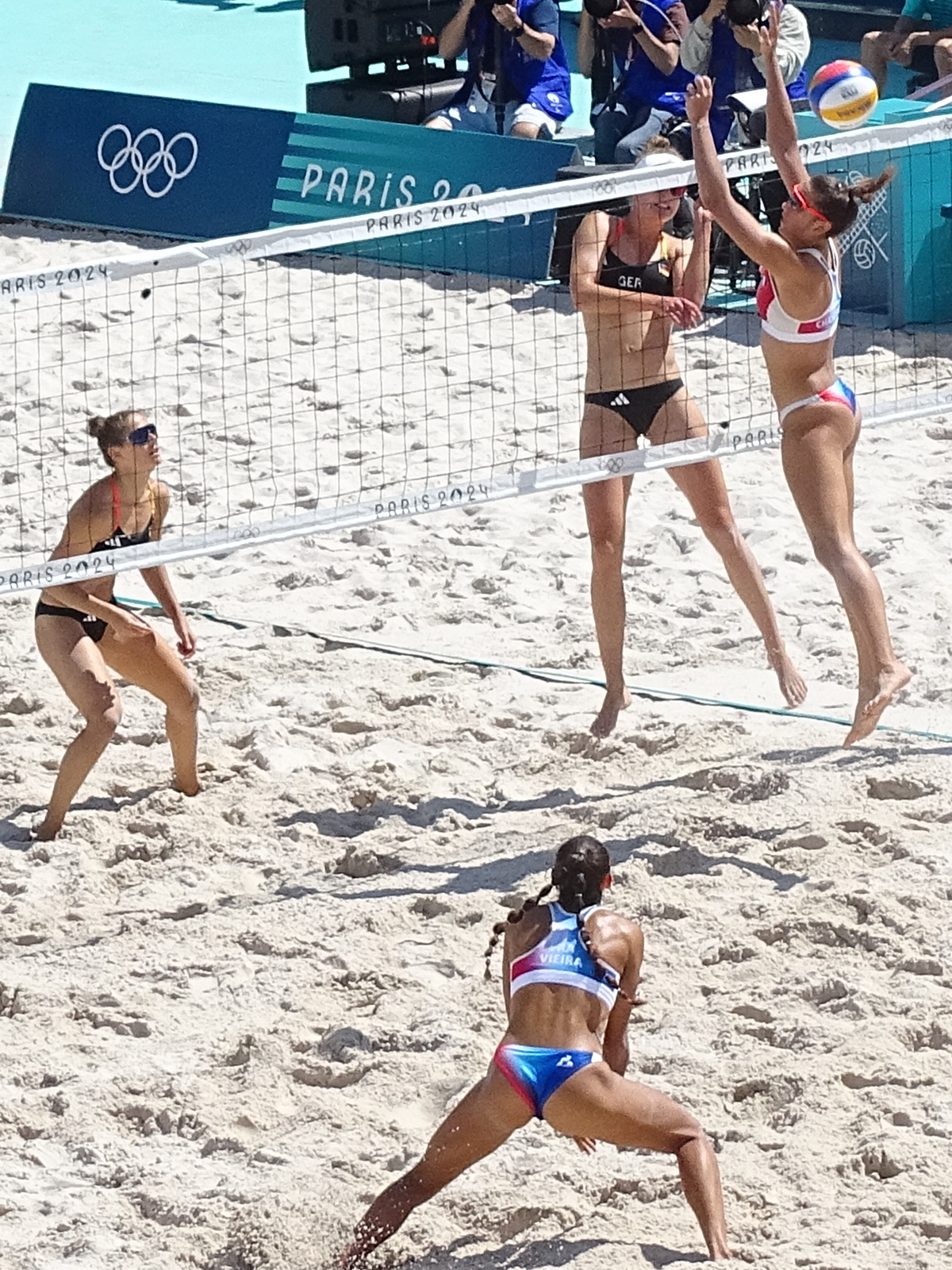
Vieira (en la parte inferior) junto a Aline Chamereau (saltando) jugando contra Svenja Müller y Cinja Tillmann durante los Juegos Olímpicos de París 2024.

En 2021, jugó con Lou Gouin, Elsa Descamps y Aline Chamereau, siendo campeona de las etapas de Anglet, Saintes y Montbéliard, además del tercer puesto en Saint-Martin-de-Ré, en el circuito nacional, también ganó la etapa de Utrecht para el circuito alemán. Con Aline Chamereau logró el noveno lugar en el torneo de dos estrellas de Brno, el cuarto lugar en el torneo de una estrella de Nimega y el decimoséptimo lugar en el torneo de cuatro estrellas de Itapema. Junto a Lou Gouin, compitió en el Campeonato de Europa Sub-22 de 2021 en Baden, terminando en el decimoséptimo lugar.  En 2022, de vuelta con el dúo de Aline Chamereau, ganaron el título de la etapa de Locarno en el circuito suizo, luego terminaron en la vigésimo quinta posición en los Challenges de Itapema y Doha, en la decimonovena posición en el Challenge de Kuşadası y en la primera. En el evento Challenge de Dubái, también lograron el vigésimo primer lugar en el Elite 16 de París, y en el Campeonato de Europa de 2022 celebrado en Múnich terminaron en el vigésimo quinto lugar.
En la temporada 2023, formando dupla con Aline Chamereau, lograron su primer podio en el circuito mundial, en el Future con sede en Lille, además de medallas de bronce en los Futures celebrados en Brno y Varsovia. En 2024, la pareja logró la novena posición en el Challenge de Recife, Saquarema, Xiamen y Stare Jabłonki, junto con otros resultados, ganaron un lugar para los Juegos Olímpicos de París 2024.